# Moringa arborea
Espèce
Classification APG II (2003)
Statut de conservation UICN

 DD  : Données insuffisantes
Moringa arborea est une espèce d'arbre de la famille des Moringaceae. Elle fut découverte en 1972 au Kenya.
Elle pousse en terrain très aride. Ses fleurs rose clair et rouge foncé forment de longues panicules.
Elle est utilisée par les populations locales en médecine traditionnelle.